# Bánffyhunyadi református templom
A bánffyhunyadi református templom a város központjában található műemlék épület. A romániai műemlékek jegyzékében a CJ-II-m-A-07679 sorszámon szerepel.

## Története és leírása
Bánffyhunyad a 11. században és a 12. században királyi tulajdonban, majd 1330-tól a Bánffy család tulajdonában volt 1848-ig.
A templomot feltehetően a 13. században építették. A mai templom helyén 1200 körül épült kisebb templom állt, melyet 1307-ben kibővítettek. Az új templomot Szent Erzsébet tiszteletére szentelték fel. Jelenlegi tornyát 1411-ben építették és a templomot akkor körülvevő védőfal egyik bástyájának. A hajónál magasabb, sokszögzáródású, támpillérekkel erősített, hatalmas ablakokkal megvilágított szentélyét 1483-ban emelték, késő gótikus stílusban. Az 1660-1661-es tatár betörések után 1689-ben, majd 1772-ben javították az épületet. A templomot 1882-ig bástyákkal erősített védőfal vette körül.
A faberendezés is több szakaszban készült el. A hajóban és a diadalív szentély felőli részen lévő 116 kazetta Felvinci mester munkája 1705-ből. 1772-ben, a hajó déli falának újjáépítésekor a fal melletti kazettasort lebontották, egy részét visszaépítették, míg egy másik részét kiegészítésre használhatták. Ekkor készítettek ide 23 kazettát, melyek jóval gyengébb minőségűek, mint a korábbi festmények. Az 1765-ös földrengés során a szentély boltozata beomlott, helyébe ifjabb Umling Lőrinc és Umling János készített 112 táblából álló új, kazettás famennyezetet 1780-ban. A templom bútorzatát időközben barnára mázolták, de az áttetsző díszítmények alapján feltételezhető, hogy ezek egy részét is Umlingék festették. Az 1705-ben készült famennyezetet 1942-ben Vincze István, majd 1963-ban Ambrus D. Ferenc javította.
1761-ből származó harangjának felirata:  „Az Isten dicsőségére tsináltatta a Bánffy Hunyadi Reformata Ecclesia a maga költségén Anno 1761 D.I.K”.
Reneszánsz díszítésű kőszószékét Kidei Sipos Dávid készítette a 18. században. A szószéket eredetileg Drág falu templomába készítették, ám az egyházi épület lebontását követően 1971-ben Kalotaszeg központjába került.